# Antoinette (azienda)
La Antoinette, o Société des Avions et Moteurs Antoinette, è stata una casa aeronautica e automobilistica francese, fondata a Puteaux, vicino a Parigi, nel 1904, dai pionieri dell'aviazione Léon Levavasseur, Jules Gastambide e Louis Blériot, i quali la battezzarono con il nome della figlia di Gastambide: Antoinette.
 
Attiva solamente dal 1903 al 1912, la Antoinette si distinse, nell'era pionieristica dell'aviazione precedente alla prima guerra mondiale, per i vari monoplani da lei prodotti che, pilotati da Hubert Latham e René Labouchère, infransero molti record di categoria all'inizio del XX secolo.
L'azienda aprì anche una scuola di volo vicino a Châlons-en-Champagne, nella quale realizzò uno dei primi simulatori di volo della storia.

## Gli inizi

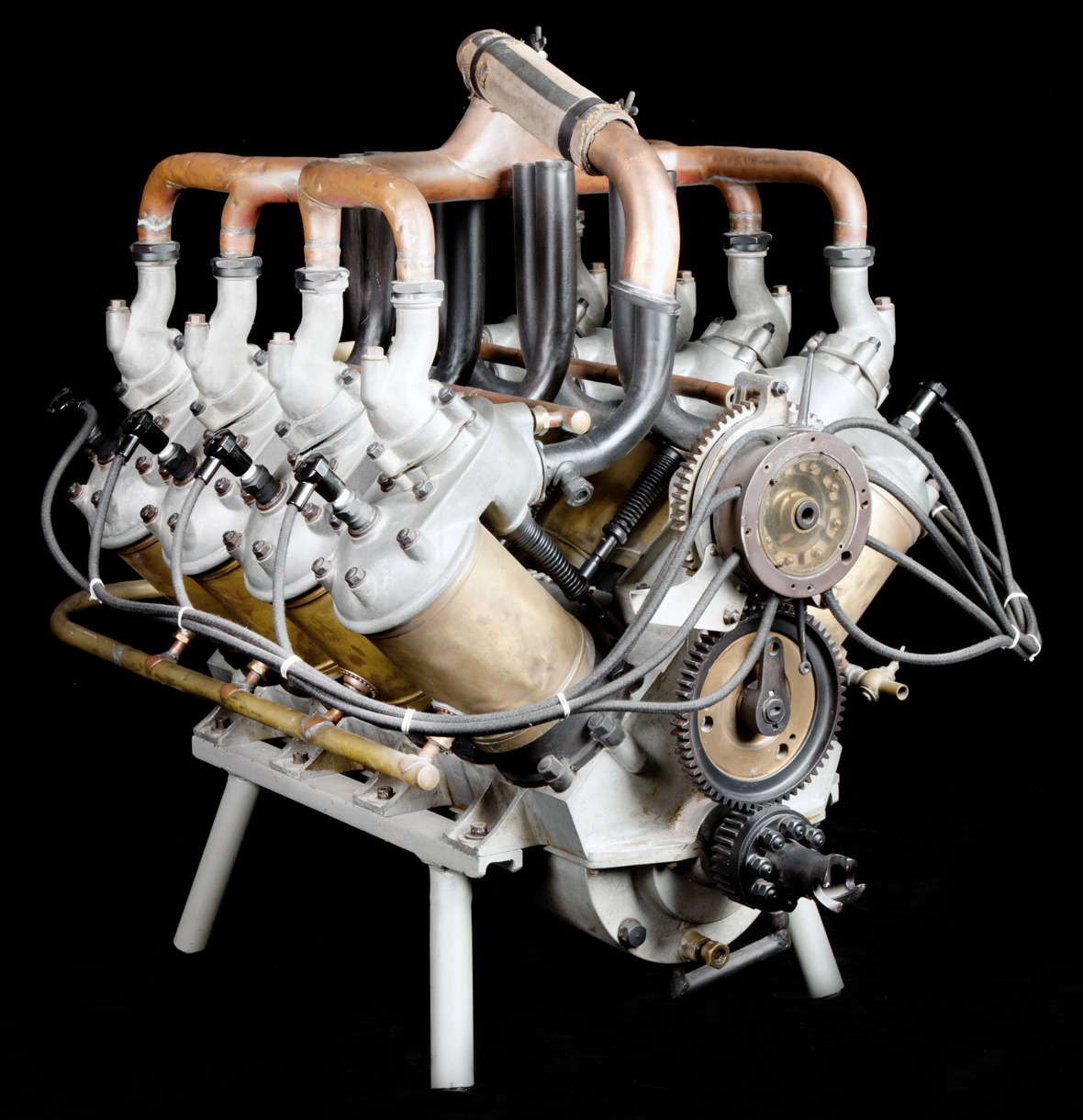
L'Antoinette 8V esposto al Museo Nazionale della scienza e della tecnologia "Leonardo da Vinci" di Milano

L'Antoinette nacque come impresa individuale dell'ingegner Léon Levavasseur, il quale, nel 1902, rimasto affascinato dai primi esemplari di aeromobili sperimentali come l'Ader Avion III di Clément Ader e il Flyer dei fratelli Wright, durante una vacanza con Gastambide, che possedeva una centrale elettrica in Algeria, e la sua famiglia, propose a questi di finanziare la costruzione di un motore potente ma leggero per aeromobili. Gastambide accettò e, già nello stesso anno, Levavasseur brevettò la configurazione del motore V8, che sarebbe poi stata adottata dall'Antoinette 8V, da alcuni considerato il primo vero motore aeronautico della storia. Negli anni seguenti, Levavasseur progettò e brevettò altre configurazioni e motori, fino ad arrivare a motori a 32 cilindri, che furono impiegati anche in settori diversi dall'aeronautica, tanto che, a partire dal 1904, la maggior parte dei motoscafi ad aver vinto gare in Europa era dotata di motori Antoinette.

## Fondazione
Forte dei successi ottenuti, la Société Antoinette fu ufficialmente fondata nel 1906, con Gastambide come presidente e Levavasseur come direttore tecnico. Ad essi si aggiunse anche Louis Blériot, il noto pioniere dell'aviazione francese, in qualità di vice-presidente, che decise di finanziare l'azienda in modo da poter realizzare motori per i suoi velivoli.
Il mercato principale dell'azienda era quello dei motori per aeromobili, venduti direttamente alle case costruttrici. Così, ad esempio, il Santos-Dumont 14-bis del 1906 montava un motore Antoinette, e lo stesso dicasi per il primo rudimentale elicottero di Paul Cornu, che decollò nel 1907, per il biplano Voisin che, nel gennaio 1908, pilotato da Henri Farman, fu utilizzato per completare il primo volo circolare di 1 km in Europa, e per molti altri pionieristici velivoli dell'epoca.
Oltre al già citato settore dei motoscafi, la Antoinette si cimentò anche nei motori per autoveicoli, tanto da presentare al Salon de l'Automobile di Parigi del 1906, un motore da 32 hp montato su un'automobile di 7,2 l di cilindrata.

## Produzione di aeromobili

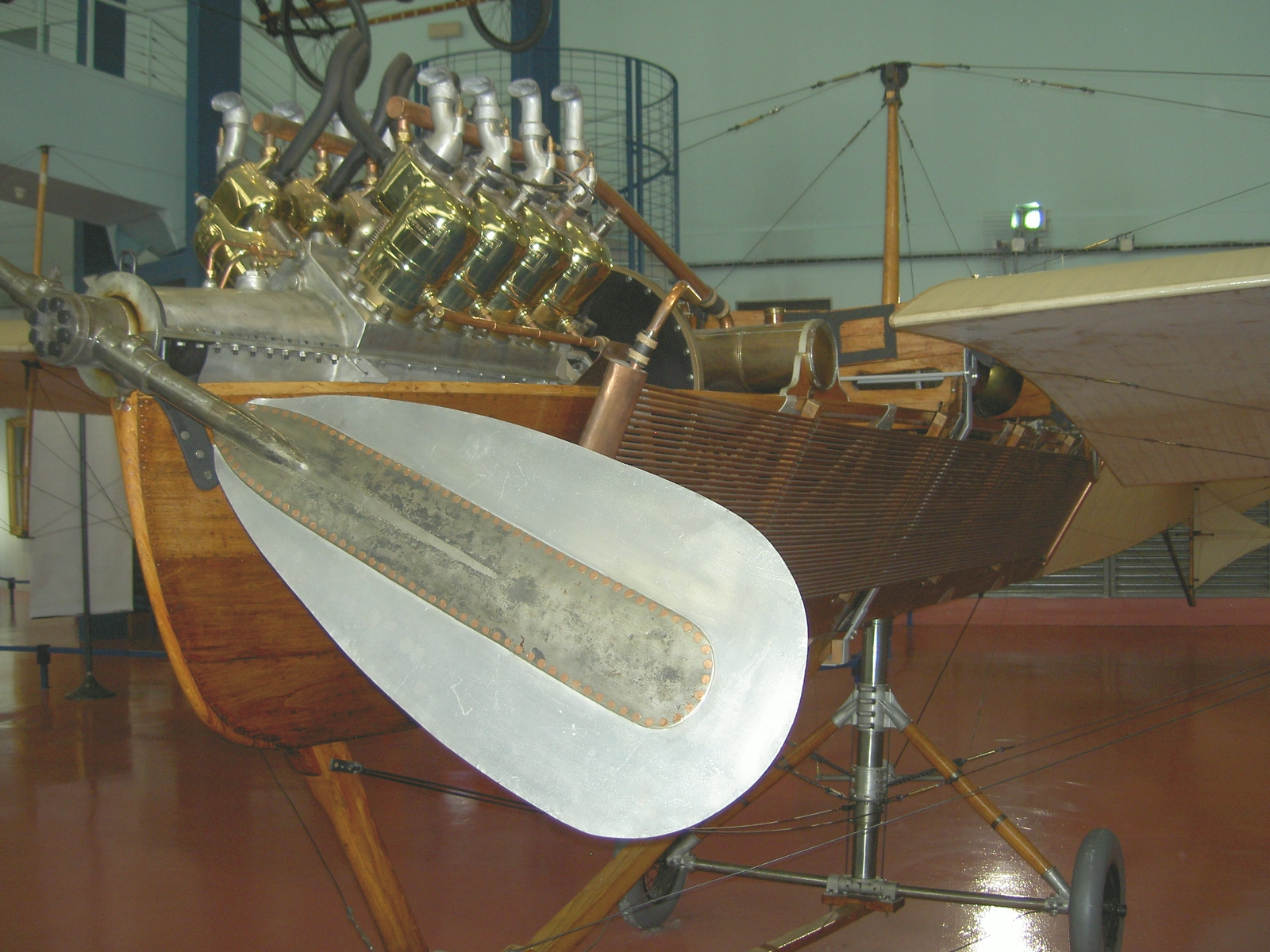
In questa fotografia di un Antoinette VII è possibile vedere, in primo piano, il motore Antoinette V8 nel suo alloggiamento

Con il passare degli anni, Levavasseur decise di cimentarsi anche nella costruzione di velivoli, così che, nel 1906, la Antoinette si aggiudicò la costruzione di un aeroplano per il capitano Ferdinand Ferber. Nel 1908, Blériot, che era intenzionato ad aprire un'azienda aeronautica di sua esclusiva proprietà - cosa che poi farà, fondando la Blériot Aéronautique nel 1909 - provò a dissuadere la compagnia dal proporsi in tale mercato, temendone la futura concorrenza; tuttavia Gastambide e Levavasseur decisero di andare avanti e, per tutta risposta, Blériot lasciò l'azienda.
Il primo degli aerei Antoinette a volare fu dunque il cosiddetto monoplano Gastambide-Mengin, poi ribattezzato "Antoinette II" e noto anche come "Gastambide-Mengin II", nel febbraio 1908.

### Scuola di volo di Châlons
All'inizio del 1909, la Antoinette collaborò con l'esercito francese a Camp Châlons, nei pressi di Mourmelon-le-Grand, per realizzare i primi test militari di velivoli e una struttura che fungesse da scuola di volo. La scuola comprendeva anche quello che, per quanto rudimentale, può essere considerato il primo simulatore di volo, realizzato con un barile tagliato a metà, posto su un giunto cardanico e dotato di comandi di volo, pulegge ed ali finte, all'interno del quale l'utilizzatore doveva cercare di mantenere l'assetto resistendo alle forze esterne applicate dagli istruttori.

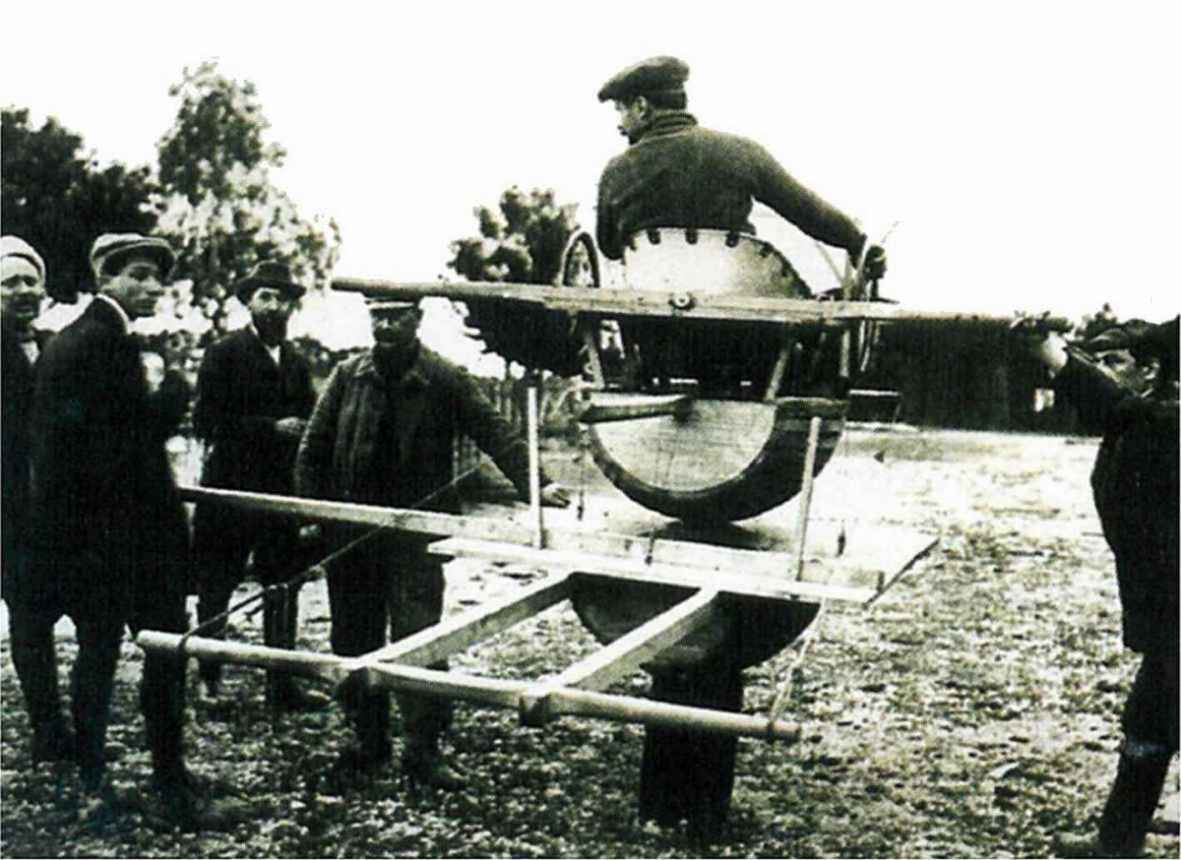
Addestramento a terra sul simulatore Antoinette

Uno dei primi allievi della scuola fu il facoltoso avventuriero angloamericano Hubert Latham, il quale, dopo pochi mesi di lezione, divenne uno dei principali istruttori dell'azienda. Tra gli altri allievi nel 1909 figurarono poi Marie Marvingt, che divenne il primo pilota da combattimento di sesso femminile, compiendo missioni di bombardamento aereo durante la prima guerra mondiale, e sviluppò un sistema di aeroambulanze, e l'infante Alfonso, duca di Galliera, cugino di re Alfonso XIII di Spagna, che fu il primo pilota militare spagnolo.

### Promozione
Nella primavera del 1909, Latham effettuò diversi voli sempre più performanti. Ciò convinse Levavasseur che Latham avrebbe potuto riuscire ad attraversare il canale della Manica su un velivolo Antoinette e vincere così il premio messo in palio dal Daily Mail e destinato a chi avesse compiuto per primo tale impresa. Così, nel luglio 1909, l'uomo effettuò due tentativi di sorvolo, entrambi i quali ebbero esito negativo a causa di problemi al motore. Peraltro, nel tempo intercorso tra un tentativo e l'altro, Blériot, che aveva lasciato l'Antoinette pochi anni prima, riuscì ad attraversare la Manica con un aeroplano di propria costruzione, il Blériot XI, che utilizzava il più semplice e più affidabile motore W3 della Anzani da 25 hp e la più efficiente elica, battezzata Integrale, ideata da Lucien Chauvière.

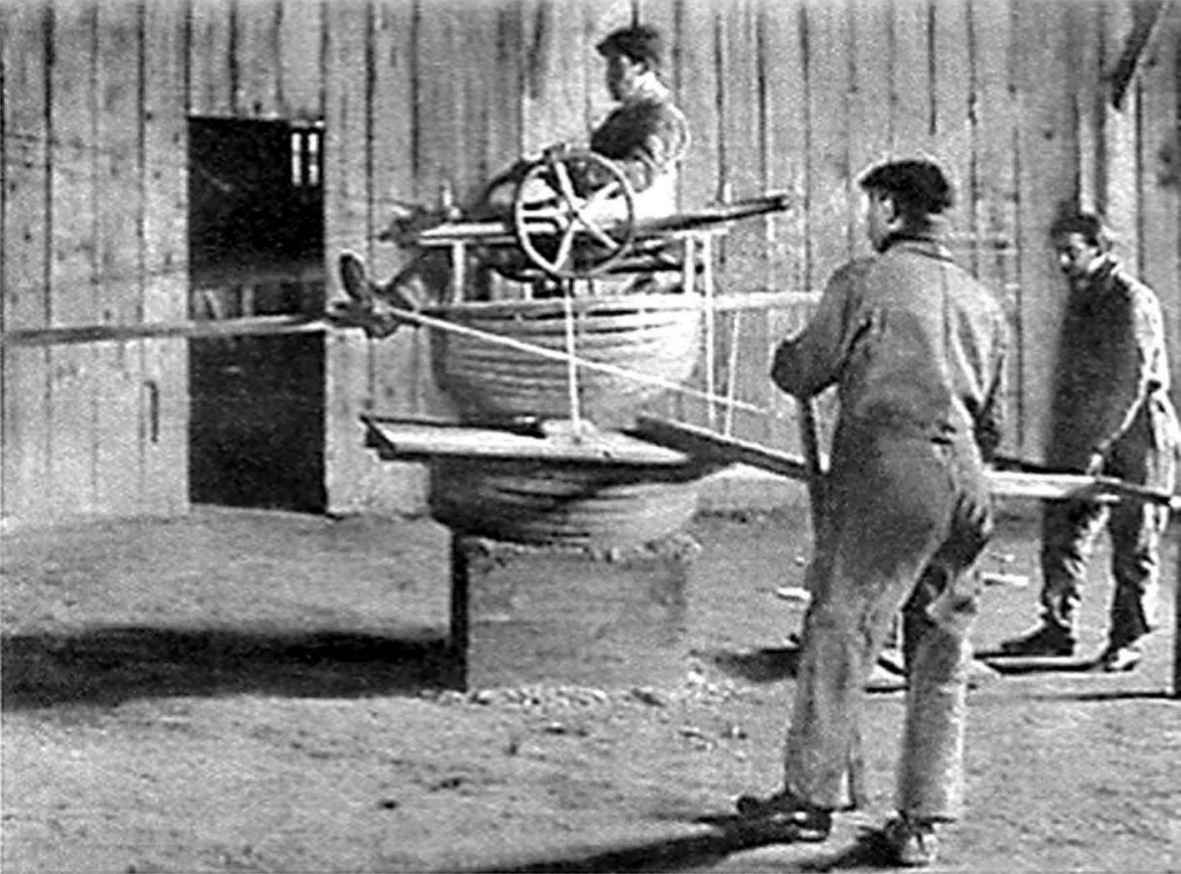
Una veduta laterale del simulatore della Antoinette

Gli sforzi di Latham di promuovere i prodotti Antoinette ebbero più successo in occasione della Grande Semaine d'Aviation de la Champagne, che si svolse a Reims dal 22 al 29 agosto 1909, dove l'aviatore vinse il primo premio per la maggior altitudine raggiunta, il secondo per la velocità, arrivò terzo nella Gordon Bennett Cup per velivoli e nel Grand Prix, prova che consisteva nel percorrere il più lungo volo ininterrotto lungo un circuito, arrivò secondo con un Antoinette IV e quinto con un Antoinette VII.

### Aeromobili costruiti dalla Antoinette
Il numero totale degli aeroplani prodotti dalla Antoinette è difficile da stabilire ma dovrebbe aggirarsi attorno al centinaio. Quindici aerei sono stati sicuramente venduti (e pagati) in
Francia, e probabilmente altrettanti sono stati venduti in Gran Bretagna dove la Antoinette aveva un certo seguito. Latham ne ha distrutti almeno una dozzina, tra cui i due utilizzati per attraversare la Manica, e altri ancora sono andati distrutti nelle scuole di volo.
| Modelli                       | Primo volo       | Note                                                                 |
| ----------------------------- | ---------------- | -------------------------------------------------------------------- |
| Antoinette I                  | Mai effettuato.  |                                                                      |
| Antoinette II                 | Febbraio 1908    | Noto anche come Gastambide-Mengin II                                 |
| Antoinette III                | 1908             | Un biplano progettato per Ferdinand Ferber, chiamato anche Ferber IX |
| Antoinette IV                 | 1908             |                                                                      |
| Antoinette V                  | 20 dicembre 1908 | Variante dell'Antoinette IV con svergolamento "continuo"             |
| Antoinette VI                 | 1909             | Variante dell'Antoinette V                                           |
| Antoinette VII                | 1909             | Ulteriore sviluppo dell'Antoinette IV con un motore più grande       |
| Antoinette VIII               | 1909             | Ulteriore sviluppo dell'Antoinette IV con un motore più grande       |
| Monoplano militare Antoinette | 1911             | Proposta di sviluppo militare dell'Antoinette IV                     |

## Declino e chiusura

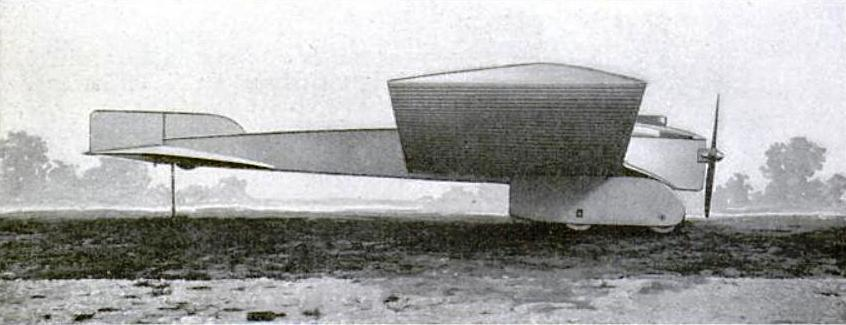
Un disegno del monoplano progettato dalla Antoinette per utilizzi militari, 1911

Levavasseur lasciò l'Antoinette nel novembre 1909, poco dopo Gastambide, per poi farvi ritorno, assieme a quest'ultimo, nel marzo 1910: Gastambide come presidente e direttore di produzione e Lavavasseur come direttore tecnico. Dopo il suo ritorno, per partecipare ad un appalto indetto dal governo francese, l'ingegnere francese progettò un monoplano per utilizzo militare, dotato di ali a sbalzo e chiamato Le Monobloc, che però fu infine rifiutato dalle forze armate francesi.
 
Il fallimento sul mercato militare fece sì che l'Antoinette perdesse non solo il più appetibile dei clienti pubblici, che gli preferì il monoplano di Robert Esnault-Pelterie e il Deperdussin Monocoque di Louis Béchereau, ma anche moltissimi clienti privati. Di fatto, l'azienda non riuscì più a risollevarsi, dichiarando bancarotta nel 1912. Alla fine del 1911, Latham abbandonò l'aviazione, avendo deciso di dedicarsi nuovamente all'esplorazione e alla caccia nell'Africa equatoriale, dove morì il 7 giugno 1912 incornato da un bufalo. Levavasseur continuò a progettare le macchine più disparate, velivoli compresi, fino a poco prima della morte, che lo colse, quasi ridotto alla miseria, il 24 febbraio 1922. Alla sua morte, il nome della Antoinette fu cancellato dal registro delle imprese.